# Čejkovice (Libědice)
Čejkovice (německy Tschekowitz) jsou malá vesnice, část obce Libědice v okrese Chomutov, od kterých jsou vzdáleny asi 2,5 km východně. V roce 2011 zde trvale žilo 36 obyvatel ve 22 domech. Vesnice leží v katastrálním území Libědice o výměře 11,04 km².

## Historie

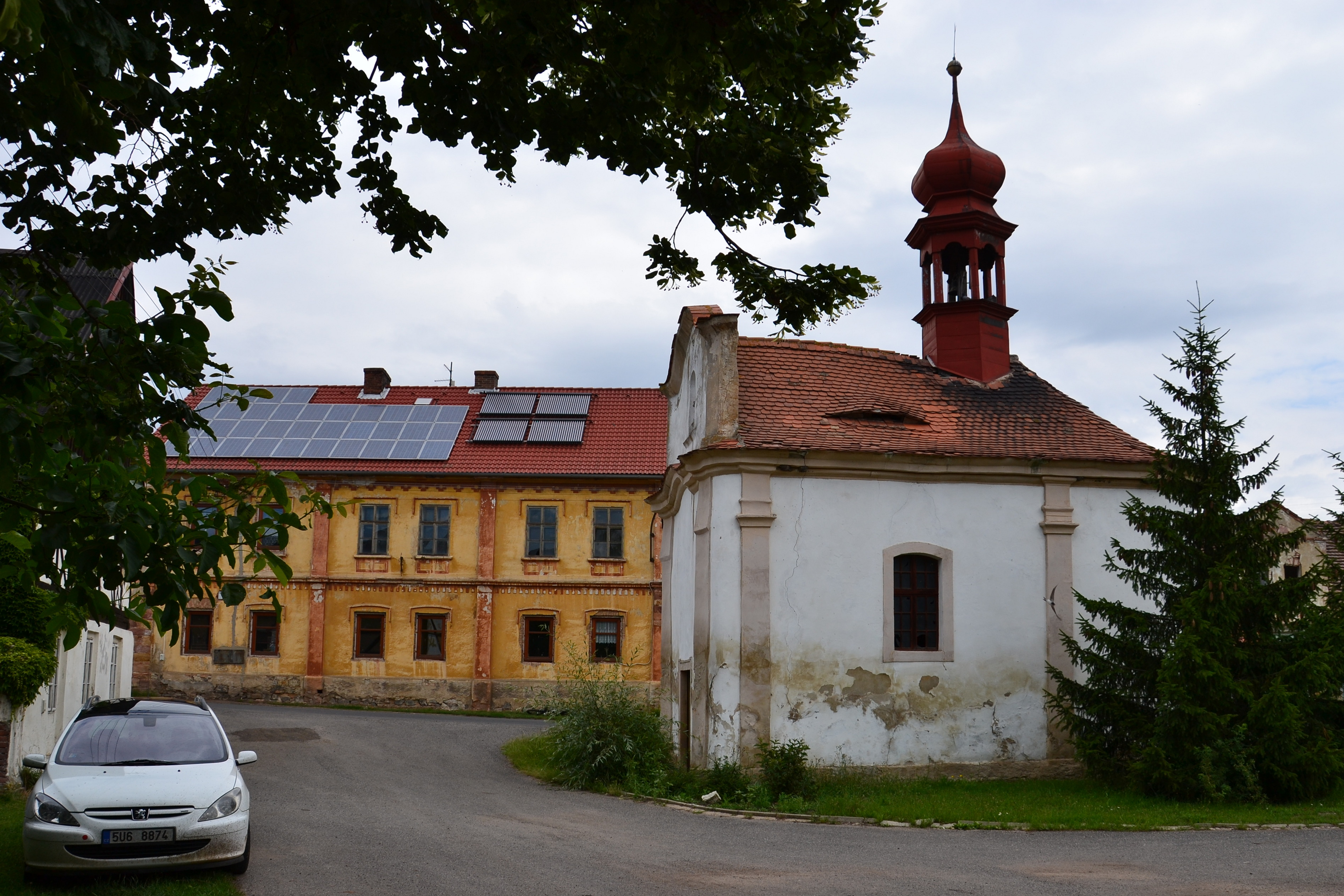
Kaple svatého Floriána

Název vesnice je odvozen z příjmení Čejka, znamená tedy ves lidí Čejkových. Používaly se také tvary Czeykowice, Czizykowitz, Czeikowice, Cžegkowicz a další. První písemná zmínka o Čejkovicích – „censum in v. Schenkewitz ad domum in Kadano“ – pochází z roku 1350 a byla nalezana v archívu maltézského kláštera v Praze.
Vesnice byla rozdělená mezi dva majitele. Jedním byl rod Sekerků ze sousedních Sedčic a jako druhý je v letech 1391–1437 uváděn vladyka Jiří Chlup z Čejkovic. Beneš Sekerka ze Sedčic roku 1372 prodal mimo jiné svou část Čejkovic Vilému z Olešné, Rackovi ze Soběsuk a Jindřichu Sekerkovi. Posledním příslušníkem čejkovických vladyků byl Jakub Chlup, který zemřel před rokem 1463, kdy je poprvé zmíněna zdejší tvrz. O rok později se stal novým majitelem Jan II. Žehrovský z Kolovrat. Později byly Čejkovice připojeny k sedčickému panství, zdejší tvrz přestala být vrchnostenským sídlem a v průběhu 16. století beze stop zanikla.
Do začátku 17. století vystřídalo sedčické panství řadu majitelů. Do roku 1523 jím byl Jiří Sekerka ze Sedčic, který ho prodal Albrechtu Šlikovi a ten roku 1534 Žatci. Městu ho však zkonfiskoval král Ferdinand I. za účast na stavovském povstání. Zabavené panství koupil Volf Krajíř z Krajku, a když zemřel, zdědili je jeho synové Adam a Zdeněk. Ti zemřeli bez dědiců, takže statek připadl královské komoře. V roce 1575 ho za 32 000 kop míšeňských grošů koupil Jan z Valdštejna a jeho syn Adam z Valdštejna ho prodal v roce 1599 Asmanovi ze Štampachu, po kterém ho zdědila vdova Kateřina, původem Kaplířová ze Sulevic. Když císař Ferdinand II. vydal Obnovené zřízení zemské, prodala v roce 1628 veškerý majetek za 41 000 míšeňských Anně Solomoně Černínové z Chudenic a odešla ze země. Od téhož roku byly Čejkovice až do zrušení patrimoniální správy připojeny ke Krásnému Dvoru.

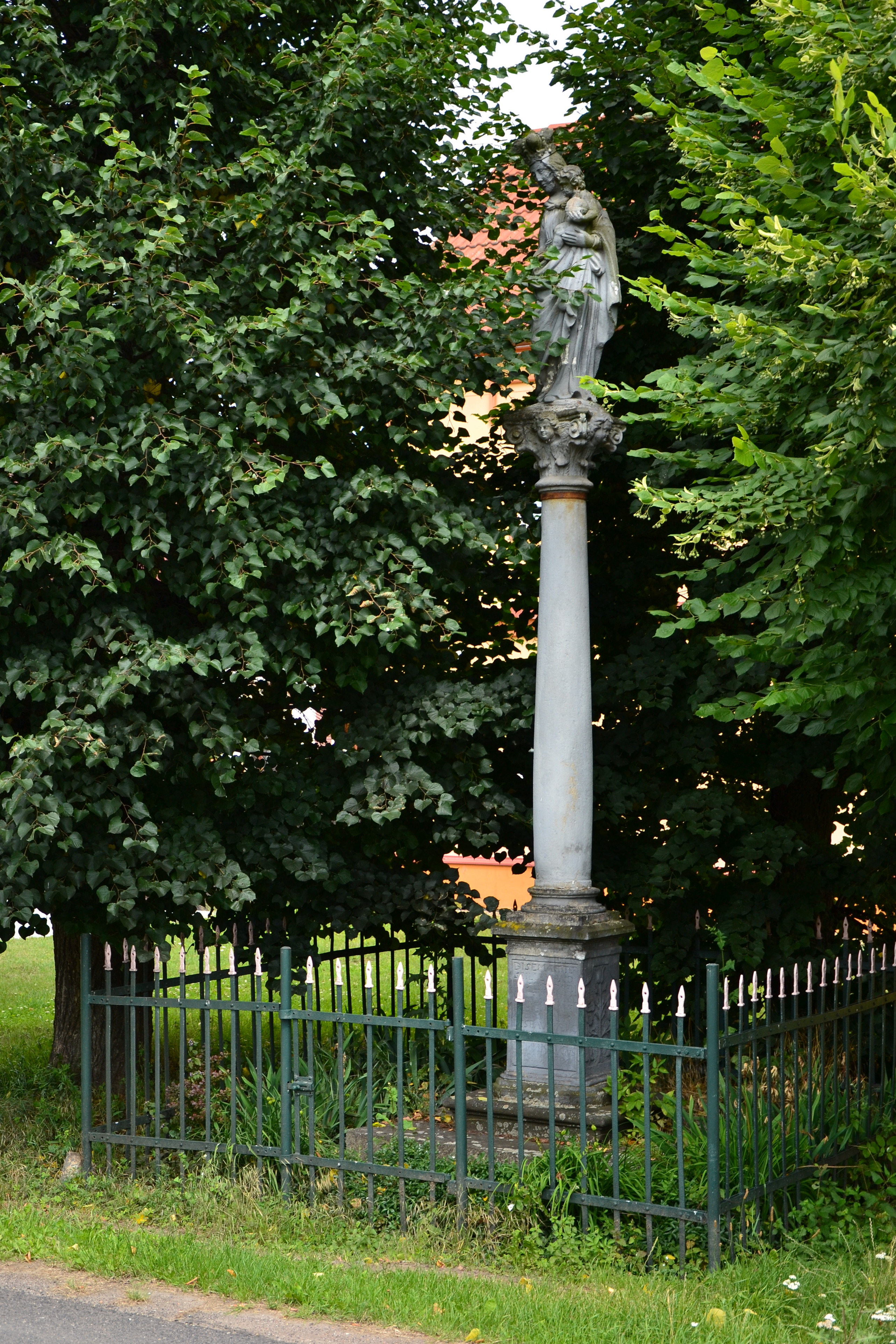
Sloup se sochou Panny Marie

Jaké důsledky měla pro Čejkovice třicetiletá válka nevíme, ale sousední Sedčice, které leží jen o 1,5 kilometru dále na východ, byly vypáleny. Berní rula z roku 1654 uvádí šest sedláků, jednoho chalupníka a popis vesnice vyznívá celkově dobře. V polovině 19. století byl u Čejkovic v provozu hnědouhelný důl Karel Josef.
Od roku 1850 se Čejkovice staly samostatnou obcí v okrese Žatec, kde zůstaly až do roku 1960. Potom se staly místní částí Libědic a spolu s nimi byly v období 1981–1990 součástí obce Pětipsy. V listopadu 1990 se Libědice osamostatnily a Čejkovice zůstaly jejich osadou.

## Přírodní podmínky
Čejkovice leží v údolí Liboce asi třináct kilometrů jihovýchodně od Kadaně a devět kilometrů západně od Žatce. Podloží tvoří třetihorní horniny Českého masivu (jíly, štěrky, písky a uhelné sloje). Geomorfologicky je oblast součástí Krušnohorské subprovincie, konkrétně patří do Podkrušnohorské oblasti, celek Mostecká pánev a podcelek Žatecká pánev. Přibližně podél silnice do Čejkovic vede hranice mezi geomorfologickými okrsky Čeradická plošina na severu a Pětipeská kotlina na jihu. Na údolních svazích Čeradické plošiny se vyskytují sesuvy a erozní rýhy. Nejvyšší bod, bezejmenná kóta s výškou 321 metrů, leží na severní hranici katastru obce na hřebeni tzv. Přeskackých vrchů. Relativní výšková členitost terénu dosahuje asi 70 metrů. Z půdních typů převažují v okolí Čejkovic smonice a černozemě na spraších.
Jižně od vesnice protéká potok Liboc, který je jediným významným tokem v okolí. Asi jeden kilometr západně od vesnice leží na levém břehu Liboce bezejmenný rybník. Druhý rybník je jižně od vesnice u cesty do Račetic.
Okolí Libědic, do kterého Čejkovice patří, je nejsušší oblastí Česka, protože roční úhrn srážek tu dosahuje pouhých 410 milimetrů.
Ačkoliv je okolní krajina téměř odlesněná, většina dochovaných lesních porostů (celkem 13 ha) se nachází právě v okolí Čejkovic. Z celkové výměry katastrálního území 1 104 ha naprosto převažuje orná půda (913 ha), ostatní plochy (68 ha) a trvalé travní porosty (59 ha). Koeficient ekologické stability území je pouze 0,11 a jde tedy o nadprůměrně využívanou krajinu se zřetelným narušením přírodních struktur.

## Obyvatelstvo
Při sčítání lidu v roce 1921 v Čejkovicích bydlelo ve 37 domech 181 obyvatel (z toho 85 mužů). Většina z nich byla německé národnosti (167 lidí), Čechů bylo pouze třináct. Všichni se hlásili k římskokatolické církvi. Podle sčítání lidu v roce 1930 zde žilo ve 38 domech 231 obyvatel. Tři z nich se hlásili k československé národnosti a 228 k německé. Žilo zde 228 římských katolíků a tři lidé bez vyznání.
|                                                                        | 1869 | 1880 | 1890 | 1900 | 1910 | 1921 | 1930 | 1950 | 1961 | 1970 | 1980 | 1991 | 2001 | 2011 |
| ---------------------------------------------------------------------- | ---- | ---- | ---- | ---- | ---- | ---- | ---- | ---- | ---- | ---- | ---- | ---- | ---- | ---- |
| Obyvatelé                                                              | 170  | 213  | 229  | 198  | 181  | 181  | 231  | 104  | 85   | 77   | 61   | 32   | 30   | 36   |
| Domy                                                                   | 29   | 33   | 31   | 42   | 36   | 37   | 38   | 28   | .    | 25   | 20   | 20   | 22   | 22   |
| Počet domů z roku 1961 je zahrnut v celkovém počtu domů obce Libědice. |      |      |      |      |      |      |      |      |      |      |      |      |      |      |

## Hospodářství a doprava
V Čejkovicích sídlí společnost Gardetrans zaměřená na nákladní dopravu. Vesnicí vede silnice III. třídy č. 22520 z Libědic do Žaboklik a začíná tu regionální cyklotrasa č. 3080 do Podbořan a dále do Krásného Dvora. Na východním konci vesnice je zastávka na železniční trati č. 160 Plzeň–Žatec, ale vlaky zde nezastavují.

## Pamětihodnosti

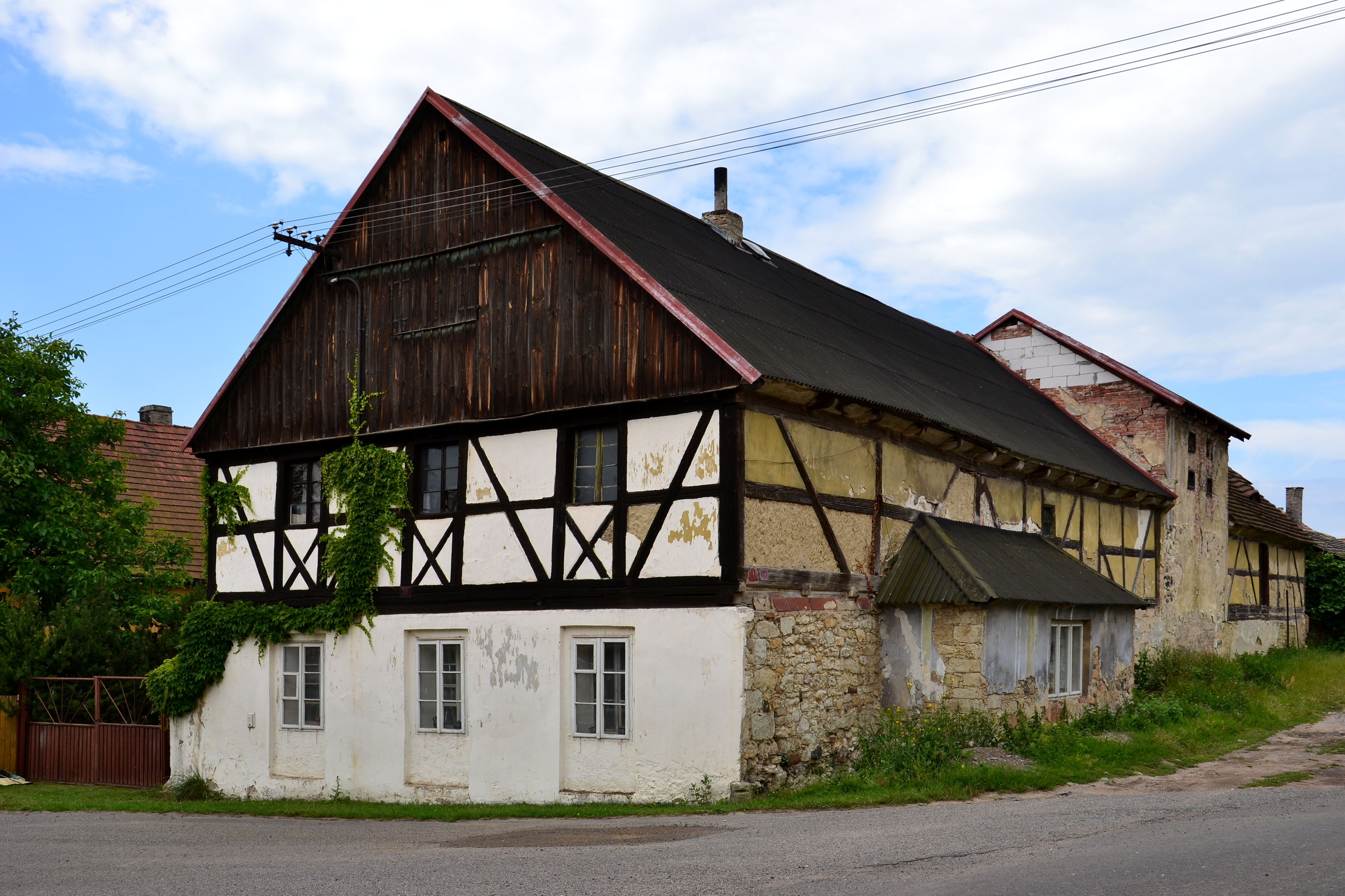
Usedlost čp. 20

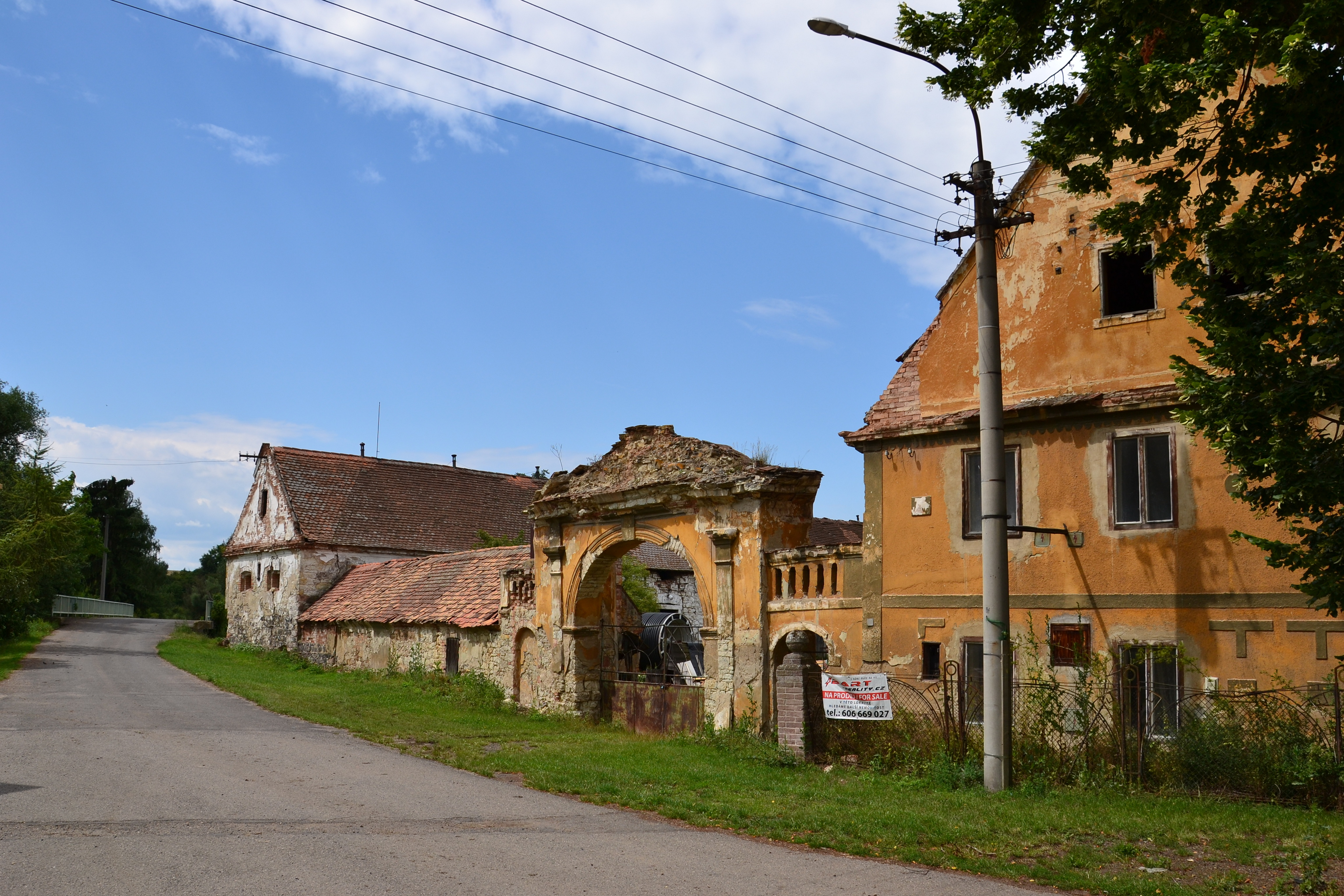
Usedlost čp. 21

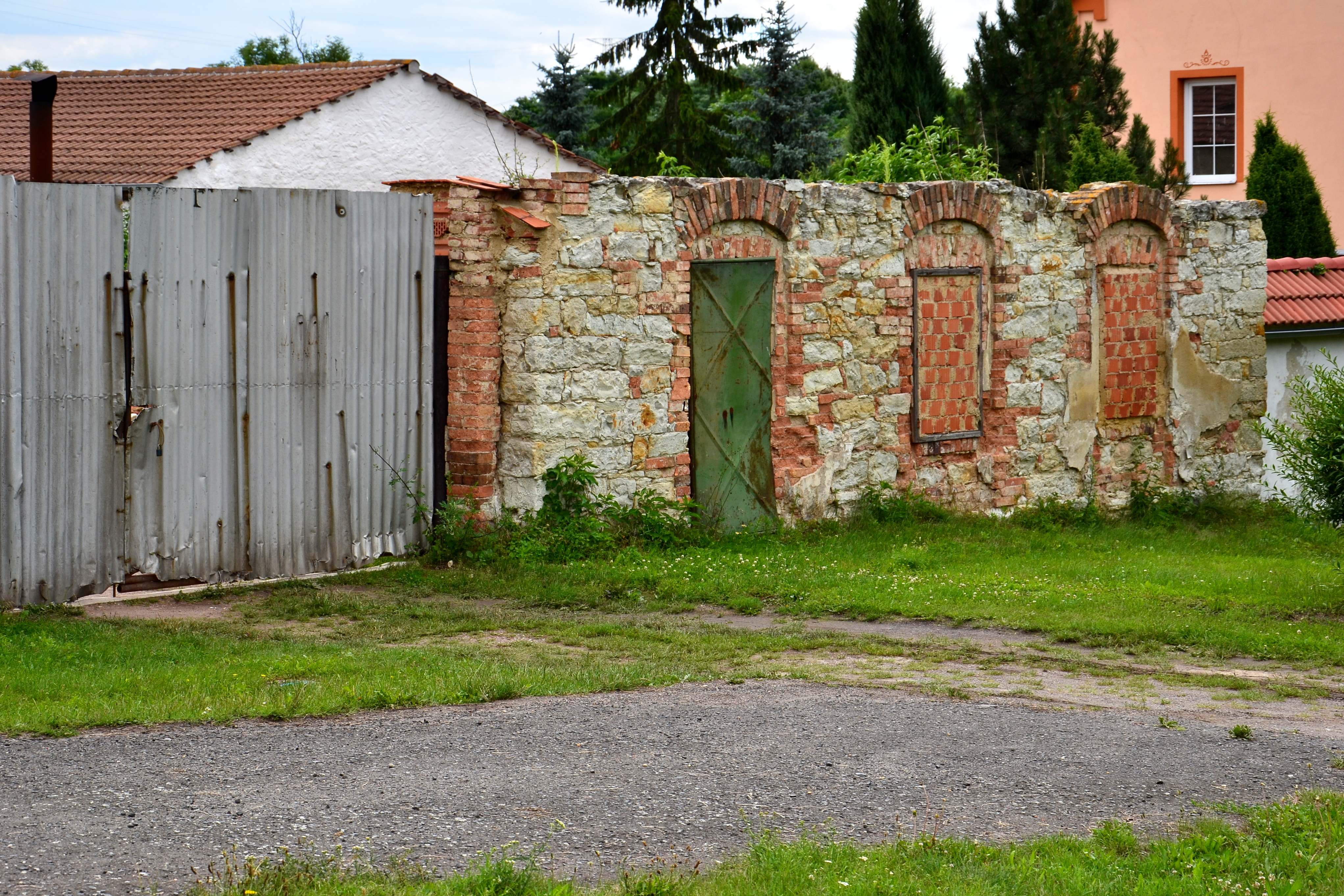
Usedlost čp. 16 (torzo domu)

Čejkovice jsou vesnicí s dobře dochovanou architekturou typickou pro žateckou oblast Poohří. Stagnace vsi ve druhé polovině 20. století způsobila devastaci některých budov, ale zároveň zabránila narušení urbanismu nevhodnými novostavbami. V roce 1998 se uskutečnil neúspěšný pokus o vyhlášení vesnické památkové zóny.
Nejcennějšími stavbami jsou usedlosti čp. 20 a 21. Rozměrný dům čp. 20 má zděné přízemí, hrázděné patro a bedněný štít. Navazuje na něj věžová sušárna chmele a na ní ještě sýpka se zděným přízemím a hrázděným patrem. Ve dvoře navíc stojí další hrázděná hospodářská stavba a klasicistní stodola. Dominantou sousední usedlosti čp. 21 je klasicistní brána lemovaná pilastry. Po obou jejích stranách se nacházejí menší branky, z nichž levá je slepá, s balustrádovou atikou. Klasicistní obytný dům pochází z první poloviny 19. století. Jeho fasády jsou zdobené pouze lištovými šambránami a střechu prolamují dlouhé „chmelové“ vikýře.
Památkově chráněná usedlost čp. 16 se dochovala jen jako přízemní torzo zdiva. Původně k ní patřil výměnek (čp. 30) s eklektickou fasádou. Naproti tomu se severní strana návsi uchovala v téměř nenarušené podobě. U domu čp. 4 s eklektickou fasádou je cenná zejména věžová sušárna chmele z období první republiky. K boční straně domu přiléhá zřícenina chalupy postavené z nepálených cihel a v sousedství stojí bývalý hostinec se štítovým vikýřem. V tradiční podobě se zachovaly usedlosti čp. 7, 8, 17 a 18. Poslední z nich má v části obrácené do návsi mohutnou hospodářskou budovu, jejíž horní patro a podstřeší sloužilo jako sušárna chmele.

### Kulturní památky
- Dominantou čejkovické návsi je barokní kaple svatého Floriána z roku 1718 s fasádou členěnou pilastry a s osmibokou věžičkou zakončenou cibulovou bání. Ve výklenku nad vstupem je soška Panny Marie. Oltář v kapli je pseudobarokní.[21]
- Barokní sloup se sochou Panny Marie z 1704 na východní straně návsi
- Socha svatého Jana Nepomuckého z roku 1733 na východním okraji vesnice
- Venkovské usedlosti čp. 16, 20, 21, 30